# シャノン・ブラウン
シャノン・ブラウン（Shannon Brown、1985年11月29日 - ）はアメリカ合衆国イリノイ州メイウッド出身のバスケットボール選手。身長193cm、体重93kg。ポジションはポイントガード/シューティングガード。

## 経歴
ブラウンは地元メイウッドのプロヴィソ・イースト高校に進学し、ディー・ブラウンらとチームメイトとなってイリノイ州のMr.バスケットボール、マクドナルド・オール・アメリカンにノミネートされる活躍を見せた。高校卒業後、ミシガン州立大学に進学し、Big-10カンファレンスの2nd-チームやオール・ディフェンシブチームに選出された。
2006年のNBAドラフトでクリーブランド・キャバリアーズに1巡目25位で指名されてNBA入り。23試合に出場し、確かな得点力を見せたが膝の故障によってシーズンを棒に振ることになった。
2007年3月2日、Dリーグのアルバカーキ・サンダーバーズに送られたが、14得点4リバウンド６アシストを記録し、僅か1日でキャブスに召還された。翌シーズンは15試合に出場し、2007年12月4日のニュージャージー・ネッツ戦ではキャリアハイとなる20得点を記録した。
2008年1月11日、Dリーグのリオグランデバレー・バイパーズに送られ、4試合に出場し、1月16日にダコタ・ウィザーズ戦で記録した37得点を含む平均23.5得点を記録し、1月17日にキャバリアーズに召還された。2月21日、3チーム間のトレードの一環としてシカゴ・ブルズに移籍した。
2008年8月6日、シャーロット・ボブキャッツと1年契約を結んだ。
2009年2月7日、アダム・モリソンとともに、ウラジミール・ラドマノビッチとのトレードでロサンゼルス・レイカーズに移籍。2009年、2010年とNBA連覇を経験した。
2010年11月22日、R&Bシンガーのモニカと結婚した。
2011年、フェニックス・サンズに移籍。
2013年10月25日、マーチン・ゴータット等3人と共にエメカ・オカフォーとトレードされワシントン・ウィザーズに放出され、その3日後解雇された。
2014年1月1日、サンアントニオ・スパーズと10日間契約を結び、2月12日、2回目の10日間契約を得たが、その後の契約はなされなかった。
2014年2月27日、ニューヨーク・ニックスと10日間契約を結ぶ。その後シーズン終了までの契約を結んだがシーズン終了後解雇された。
2014年8月27日、マイアミ・ヒートと契約したが、11月24日に解雇された、以降は引退状態となっていたが、2016年10月31日に行われたDリーグドラフトで、グランドラピッズ・ドライブから指名され、NBA復帰を目指すことになった。
2017年11月16日、ミルウォーキー・バックス傘下のウィスコンシン・ハードと契約。2018年に引退した。

## 人物
- 2021年10月7日、NBAの健康福祉給付制度で給付金を搾取したとして、ニューヨーク南部地区で、テレンス・ウィリアムス（英語版）、グレン・デイビス、トニー・アレン、ウィル・バイナムら、元NBAプレーヤー18人と共に、保険金詐欺の罪で起訴された[13][14]。

## NBA個人成績

### レギュラーシーズン
| シーズン | チーム                         | GP  | GS | MPG  | FG%  | 3P%  | FT%  | RPG | APG | SPG | BPG | PPG  |
| -------- | ------------------------------ | --- | -- | ---- | ---- | ---- | ---- | --- | --- | --- | --- | ---- |
| 2006–07  | クリーブランド・キャバリアーズ | 23  | 5  | 8.8  | .378 | .280 | .714 | .9  | .4  | .3  | .1  | 3.2  |
| 2007–08  | クリーブランド・キャバリアーズ | 15  | 4  | 14.5 | .369 | .310 | .609 | 1.2 | 1.1 | .7  | .1  | 7.0  |
| 2007–08  | シカゴ・ブルズ                 | 6   | 0  | 3.7  | .200 | .000 | .500 | .3  | .0  | .2  | .3  | 1.5  |
| 2008–09  | シャーロット・ボブキャッツ     | 30  | 0  | 11.4 | .455 | .286 | .800 | .8  | .9  | .6  | .2  | 4.8  |
| 2008–09  | ロサンゼルス・レイカーズ       | 18  | 0  | 7.6  | .524 | .667 | .889 | 1.1 | .6  | .2  | .1  | 3.2  |
| 2009–10  | ロサンゼルス・レイカーズ       | 82  | 7  | 20.7 | .427 | .328 | .818 | 2.2 | 1.3 | .7  | .4  | 8.1  |
| 2010–11  | ロサンゼルス・レイカーズ       | 82  | 0  | 19.1 | .425 | .349 | .911 | 1.9 | 1.2 | .8  | .2  | 8.7  |
| 2011–12  | フェニックス・サンズ           | 59  | 19 | 23.7 | .420 | .362 | .808 | 2.7 | 1.2 | .7  | .3  | 11.0 |
| 2012–13  | フェニックス・サンズ           | 59  | 22 | 23.8 | .420 | .277 | .784 | 2.5 | 1.8 | 1.0 | .3  | 10.5 |
| 2013–14  | サンアントニオ・スパーズ       | 10  | 1  | 10.3 | .286 | .000 | .778 | 1.3 | .5  | .1  | .0  | 2.3  |
| 2013–14  | ニューヨーク・ニックス         | 19  | 0  | 7.8  | .421 | .000 | .667 | .8  | .2  | .6  | .0  | 2.1  |
| 2014–15  | マイアミ・ヒート               | 5   | 2  | 17.8 | .368 | .429 | .667 | .2  | .6  | .8  | .0  | 4.0  |
| キャリア | キャリア                       | 408 | 60 | 18.0 | .420 | .332 | .807 | 1.9 | 1.1 | .7  | .2  | 7.6  |

### プレイオフ
| シーズン | チーム                         | GP | GS | MPG  | FG%  | 3P%  | FT%  | RPG | APG | SPG | BPG | PPG |
| -------- | ------------------------------ | -- | -- | ---- | ---- | ---- | ---- | --- | --- | --- | --- | --- |
| 2007     | クリーブランド・キャバリアーズ | 1  | 0  | .0   | .000 | .000 | .000 | .0  | .0  | .0  | .0  | .0  |
| 2009     | ロサンゼルス・レイカーズ       | 21 | 0  | 13.1 | .434 | .480 | .792 | 1.2 | .6  | .5  | .1  | 4.9 |
| 2010     | ロサンゼルス・レイカーズ       | 23 | 0  | 14.1 | .393 | .281 | .714 | 1.3 | .9  | .4  | .3  | 4.9 |
| 2011     | ロサンゼルス・レイカーズ       | 10 | 0  | 16.6 | .459 | .280 | .643 | 1.9 | .7  | .6  | .2  | 7.2 |
| キャリア | キャリア                       | 55 | 0  | 13.9 | .422 | .341 | .727 | 1.3 | .7  | .5  | .2  | 5.2 |